# Ново Кайро
Ново Кайро (на арабски: القاهرة الجديدة ал-к̣а̄хира л-джадӣда) е нов град в Египет с площ около 30 хил. хектара, разположен на югоизток от мухафаза Кайро, на 25 km от Маади. Основан е с президентски указ № 191 през 2000 г. близо до пренаселения Кайро, за да го облекчи.
Разположен е на територията на стария град Хелуан, между Маади и Хелиопол. Ново Кайро се намира на височина 250 – 307 m над морското равнище.
Допустимият брой жители на града е 5 милиона души. Заедно с града 6-и октомври Ново Кайро е създадено с цел намаляване на пренаселеността в Кайро.
В 25 km от града, в Новата египетска столица, се намира най-високият флагщок в света.

## История
На 27 април 2016 г. президентът на Египет Абдел Фатах Сиси открива административния офис на Министерството на вътрешните работи в Ново Кайро. Комплексът заема 52 хил. m².

## География
От особено значение за геолозите е природният обект „Вкаменена гора“, обявен за защитена територия през 1989 г.

## Климат
Голямата надморска височина и по-малката гъстота на населението в сравнение с Кайро създават хладно време в Ново Кайро.

## Икономика и обществени услуги
В Ново Кайро са построени дузина фабрики. Осигуряването на електроенергията се осигурява от General Electric в сътрудничество с Американския университет. Електрическата компания Sewedy Electric се намира в петото селище на града.
Ново Кайро е свързан с други градове чрез широка пътна мрежа, но няма метро. Питейната вода идва от съседен Ел-Убур.
В района на Катамея има голф игрище и тенис корт.
На входа на Ново Кайро се намира развлекателният център Cairo Festival City с площ от 285 хектара с паркове, басейни, градини, офис площи, търговски центрове и танцуващ фонтан.
Търсенето на недвижими имоти в Ново Кайро е високо. Цената за квадратен метър апартамент достига до 8 000 EGP, а за вили достига до 16 000 EGP.

## Култови съоръжения
В града са построени няколко джамии и един храм на Дева Мария в петото селище. Има и коптски манастир на Св. Йоан. През септември 2016 г. президентът одобрява изграждането на нова коптска православна църква в града.